# Severni Pajuti
Jezikovno pripadajo Severni Pajuti (Northern Paiute) v  skupino šošonskih jezikov numijske veje velike uto-azteške jezikovne družine skupaj z Western mono, Eastern mono, Bannock in Owens Valley Paiute indijanskimi jeziki. 

## Ime
Ime Paiute (Pajute), ki se najpogosteje prevaja kot "vodni Ute", se nanaša na dve nepovezani skupnosti Šošonov, pri čemer so severnjaki povezani z Indijanci Bannock, ki so veliko bolj bojeviti kot njihovi južni soimenjaki ali pravi sorodniki Paiute, Jutes. Ime Mono-Paviotso je ime, ki ga je sprejel "Priročnik ameriških Indijancev" (Hodge, 1907, 1910), izpeljano iz skrajšanih imen  'Monachi' , imen, ki so jim jih dali Yokuti in  'Monozi'  Indijancev Maidu in iz plemenske skupine Paviotso, dela severnih Paiutes v Nevadi. Ime Paviotso je indijanski izraz, ki ga je Powell (1891) dal skupini Severnih Pajutov v Nevadi in se včasih uporablja za vse Severne Pajute. Indijanci Chukchansi jih imenujejo  'Nutaa' , 'tisti na vzhodu' ali 'tisti gorvodno'. Ime Kača ali Kačji Indijanci se uporablja za skupino, ki živi v Oregonu. (Mono-Paviotso), skupno ime za različne plemenske skupine in pasove Shoshonean Indijancev, raztresenih po velikih območjih današnje Nevade, Kalifornije in Oregona.

## Plemena in skupine
V domovini Združeni državah Amerike so imeli Northern Paiute 77 skupin v Kaliforniji, 33 v Nevadi in 13 v Oregonu. Ta velika jezikovna skupina vključuje Mono Indijance v jugovzhodni Kaliforniji, Paviotso v zahodni Nevadi ter Indijance "Snakes" in Saidyuka v vzhodnem Oregonu. Skupina Western Mono po Kroeberju vključuje plemena: Balwisha, Holkoma, Northfork Mono, Posgisa ali Poshgisha, Waksachi in [[Wobonuch. Prebivalci doline Deep Springs so svojo dolino imenovali Patosabaya, sebe pa Patosabaya nünemua. Ljudje v dolini Fish Lake, severno od doline Deep Springs, niso imeli ustanovljene enotne skupine, ampak so živeli v več vaseh: Ozanwin, Pau'uva, Sohodühatü, Suhuyoi, Tuna'va, Tü'nava, Watühad in Yogamatü.
Seznam lokalnih skupin (večinoma po Swantonu izvirajo iz različnih virov): 
Aga'idökadö, Walker Lake, Nevada *Agaivanuna, Summit Lake, zahodna Nevada. *Atsakudökwa tuviwarai, ob meji med Nevado in Oregonom. *Duhutcyatikadu, Silver and Summer Lake, Oregon. *Genega's Band, ustje reke Truckee *Gidutikadu, Surprise, Kalifornija; Coleman; Warner, Oregon.; in morda Dolge doline v Kaliforniji, Nevadi in Oregonu. *Goyatikendu, Yainax in Beatty, Oregon. *Hadsapoke's Band, Gold Canyon, reka Carson. *Hoonebooey, vzhodno od Cascade in južno od Blue Mountains, Oregon. *Itsaatiaga, okolica Unionvilla, Nevada. *Kaivanungavidukw, v Surprise Valley, severovzhodna Kalifornija. *Kamodökadö, puščava Smoke Creek, Nevada *Kidütökadö, Summit Lake, Nevada *Koa'aga´itöka, Boise, Idaho *Koeats, severna osrednja Nevada. *Kosipatuwiwagaiyu, okrog Carson Sink. *Koyuhow, okrog McDermitta, Nevada. *Küpadökadö, Lovelock, Nevada *Kuhpattikutteh, na reki Quinn, Nevada. *Kuyuidika, blizu Wadswortha na reki Truckee. *Kuyuitikadu (Kuyuidökadö), na Pyramid Lake, Nixon, Nevada. *Kwinaduvaa, McDermitt, Nevada. *Laidukatuwiwait, blizu Humboldtovega korita. *Lohi, izolirana skupina Šošonov, Oregon. *Loko na ali blizu reke Carson, Nevada. *Makuhadökadö, Unionville, Nevada *Nogaie (štirih podpasov), blizu okrožja Robinson, Spring Valley, Duckwater in White River Valley. *Odukeova skupina, blizu jezera Carson in Walker. *Oualuck's Band, v Eureka Valley, Oregon. *Pakwidökadö, Hawthorne, Nevada *Pamitoy, v dolini Mason. *Paxai-dika, v Bridgeport Valleyju v Kaliforniji. *Pentagon, okoli jezer Carson in Walker. *Piattuiabbe (sestavljen iz petih tolp), blizu Belmonta, Nevada. *Pitanakwat ali Petenegowat, v dolini Owens, vendar prej v okrožju Esmeralda, Nevada. *Poatsituhtikuteh, na severnem odcepu reke Walker. *San Joaquin's Band, Carson Valley. *Sawagativa (Sawawaktödö), okrog Winnemucca. *Shobarboobeer, notranjost Oregona. *Shuzavi-dika, v Mono Valleyju v Kaliforniji. *Tagötöka, reki Jordan in Owyhee. *Tasiget tuviwarai, Winnemucca Valley, Nevada *Toedökadö, Stillwater, Nevada *Togwingani, jezero Malheur, Oregon. *Tohaktivi, okoli Belih gora, blizu izvira reke Owens, Kalifornija. *Toitikadu, Fallon in Yerington, Nevada. *Toiwait,*Tonawitsow (od šestih tolp), blizu Battle Mountain in Unionvilla,*Tonoyiet's Band, Truckee River. *Torepe's Band, Truckee River.*Tosarke's Band, blizu jezera Carson in Walker. *Tövüsidökadö, Smith and Mason Valley, Nevada *Tsapakah, v dolini Smith. *Tsösö'ödö tuviwarai, Steens Mt., Oregon *Tubianwapu, blizu Virginia Cityja. *Tubuwitikadu, vzhodno od gore Steens, Oregon. *Tupustikutteh, na reki Carson. *Tuziyammos, blizu jezera Warner, Oregon. *Wadatikadu (Wadatöka, Wada-Tika), v Burnsu, okrožje Malheur, Oregon, in Susanville, Kalifornija. *Wahi's Band, Carson River. *Wahtatkin, vzhodno od Cascade Mountains in južno od Blue Mountains, Oregon. *Walpapi, obale jezer Goose, Silver, Warner in Harney, Oregon. *Warartika, okoli Honey Lakea, vzhodna Kalifornija. *Watsequeorda's Band, ob Pyramid Lakeu. *Winemucca's Band, tradicionalno na Smoke Creeku blizu Honey Lakea v severovzhodni Kaliforniji, vendar se je razširil na druge skupine Northern Paiute, ki živijo zahodno od gorovja Hot Springs v Nevadi. *Wobonuch, izvir Mill Creeka v Kaliforniji in še naprej proti severu. *Yahuskin, obale jezer Goose, Silver in Harney, Oregon. *Yammostuwiwagaiya, v Paradise Valley, Nevada. 
Hodgejev seznam: Agaivanuna, Hadsapoke's Band, Holkoma, Hoonebooey, Itsaatiaga, Kaidatoiabie, Kaivanungavidukw, Koeats, Kokoheba, Kosipatuwiwagaiyu, Kotsava, Kuhpattikutteh, Kuyuidika, Laidukatuwiwait, Lohim, Loko, Nahaego, Nogaie, Odukeo's band, Olanche, Oualuckova skupina, Pagantso, Pagwiho, Pamitoy, Pavuwiwuyuai, Petenegowat, Petodseka, Piattuiabbe, Poatsituhtikuteh, Poskesa, San Joaquinsova skupina, Sawagativa, Shobarboobeer, Temoksee, Togwingani, Tohaktivi, Tonawitsowa, Tonoyiet's band, Toquimas, To Repe's band, Tosarke's band , Tsapakah, Tupustikutteh, Tuziyammos, Wahtatkin, Walpapi, Warartika, Watsequeorda's Band, Waksachi, Yahuskin in Yammostuwiwagaiya

## Vasi
Severni Pajuti so bili po naravi nabiralci in niso imeli stalnih naselbin , temveč začasna bivališča, sestavljena iz vetrolov iz vej. 
Gifford (1932) navaja za Indijance Northfork Mono z 83 ribiškimi taborišči in naslednjimi taborišči ali taborišči: Apasoraropa, Apayiwe, Asiahanyu, Bakononohoi, Dipichugu, Dipichyu, Ebehiwe, Homenadobema, Homohomineu, Howaka, Kodiva, Konahinau, Kotuunu, Kunugipü, Monolu opaso, Muchupiwe, Musawati, Nakamayuwe, Napasiat, Noboihawe, Nosidop, Ohinobi, O'oneu, Oyonagatü, Pahabitima, Pakasanina, Papavagohira, Pasawapü, Pasiaputka, Pausoleu, Payauta, Pekeneu, Pimishineu, Poniaminau, Poniwinyu, Ponowee, Saganiu, Saiipü, Saksakadi u, Sanita, Sigineu, Sihuguwe, Sikinobi, Sipineu, Siügatü, Soyakanim, Sukuunu, Supanaminau, Takapiwe, Takatiu, Tasineu, Tiwokiiwe, Topochinatü, Tübipakwina, Tükwenninewe, Tumuyuyu, Tüpipasagüwe, Waapüwee, Wadakhanau, Wegigoyo, Wiakwü, Wokoiinaha, Wokosolna, Yatsayau, Yauwatinyu, Yauyau. 
Samo med Owens Valley Paiute Indijanci v vzhodni Kaliforniji Steward našteva »okrožja«, politične enote s lovom in pravicami do nabiranja semen, ki jih sestavljajo številne vasi, to so: *Kwina patü, v Okrogli dolinai. *Panatü, na ozemlju Black Rock, nato južno do Taboose Creeka. *Pitana patü, severno od vulkanske planote in Norton Creek v Sierri. *Tovowahamatü, s sedežem v Big Pinu, južno do Big Pine Creeka v gorah, vendar s pravicami do ribolova in zbiranja semen ob reki Owens skoraj do Fish Springsa. *Tunuhu witü, neznanih meja. *Utü'ütü witü, od vročih vrelcev (zdaj Keough's), južno do Shannon Creeka.

## Zgodovina
Pajuti so prišli v stik z Evropejci šele v dvajsetih letih 19. stoletja. Jedediah Smith jih je morda obiskal 1825 ali celo prej stari lovec, ki je bil znan kot Old Greenwood. Naslednje leto  1826 je Peter Skene Ogden prišel med Oregonske Paiute, toda najzgodnejša od vseh, odprava Lewisa in Clarka sredi 19. stoletja, omenja Indijance Shobarboobeer blizu Kolumbije, ki so jih pozneje naselila plemena Shahaptian. Pravi, da so ti Shobarboobeere Šošoni in da prihajajo sem na ribolov. Iz severovzhodnega Oregona so Shahaptian in Cayuse Indijanci različne skupine Paiute potisnili proti jugu in so ostale v jugovzhodnem Oregonu do danes, kjer potomci Wadatika Paiute še vedno živijo v okrožju Harney County, Oregon. 
Severni Pajuti so imeli številne konflikte z belci, leta 1833 pa so se spopadli z lovcem Josepha Reddeforda Walkerja (1798-1872) in njegovimi možmi, ki so istega leta odkrili dolino Yosemite, ki bo kasneje razglašen za nacionalni park. Leta 1866 je bil zanje ustanovljen rezervat na reki Truckee. Od nekdanjih 8.000 (1700) je njihovo število leta 2000 naraslo na 13.250. Najbolj znan izmed severnih Paiutov je bil Wodziwob, ustanovitelj religije Ples duhov, ki jo je prvi uvedel 1869. Wodziwob je umrl okoli 1872, toda med letoma 1871 in 1873 se je ples duhov razširil kot požar med plemeni Kalifornije in Oregona. Ples duhov je ponovno uvedel Wovoka (okoli 1856–1932), ki je pogosto napačno naveden kot njegov ustanovitelj in čigar oče Tavibo, je pomagal Wodziwoboju.

## Etnografija
Severni Pajuti zasedajo zahodni del Velikega slanega bazena in njihove skupine so polnomadi in nomadi, lovci-nabiralci in podobni Zahodni Šošoni. Osnovna gospodarska in družbenopolitična enota je nuklearna družina, ki pa je večinoma organizirana v razširjene družine ali mikrobande. Banda je najmanj zapletena politična organizacija, je brez centraliziranega političnega sistema in je sestavljena iz politično avtonomnih razširjenih družin. 
Med severnimi Pajuti je imela v času pred stikom vsaka od teh band določeno ozemlje, osredotočeno na jezero ali drug vodni vir, ki jih je lahko oskrboval z ribami in vodnimi pticami. Zajce in puščavsko vilorogo antilopo (Antilocapra americana) so lovili v skupinskih lovih, ki so pogosto vključevali sosednje tolpe. Piñon, zelo pomemben vir hrane, je bil zbiran jeseni in shranjen za zimsko krizo. Enako pomembno vlogo v tem siromašnem območju so imela semena različnih rastlin in korenine. 
Večina teh skupin je tavala od kraja do kraja v nenehnem iskanju hrane in dobila ime po teh glavnih virih hrane. Na območju Pyramid Lake so bili Cui Ui Ticutta ali "jedci Cui-ui", na območju Lovelocka Koop Ticutta ali "jedci zemeljskih veveric" in v Carson Sinku Toi Ticutta ali "jedci tule". To velja tudi za njihove sorodnike Bannock, katerih skupine poznamo kot Kutsshundika, Waradika ali 'jedci sončnih semen' in druge. Severni Pajuti so bili na splošno v dobrih odnosih z drugimi sosednjimi skupinami Šošonov. 

## Severni Paiutes danes
Severni Paiutes v Kaliforniji živijo v rezervatih Big Pine, Big Sandy Rancheria, Bishop, Bridgeport Colony, Cedarville Rancheria, Cold Springs, Fort Bidwell North Fork Rancheria, Susanville Rancheria in Xl Ranch. V Nevadi živijo v naslednjih rezervatih: Duck Valley, Fallon Colony and Reservation, Fort McDermitt, Pyramid Lake, Reno-Sparks Colony, Walker River, Winnemucca in Yerington Colony and Reservation. V Oregonu živijo v dveh rezervatih: Burns Paiute in Warm Springs.